# Раміз Ровшан
Раміз Ровшан (нар. 15 грудня, 1946 року, Амірджан, СРСР) — радянський та азербайджанський поет та перекладач. Народний поет Азербайджану (2019).

## Життєпис
Раміз Мамедалі огли Ровшан народився 15 грудня 1946 року в Амірджані. Закінчив середню школу № 208 Сураханського району. У 1964 році Раміз вступив на філологічний факультет Бакинського державного університету, який закінчив у 1969 році. Також Ровшан навчався на Вищих сценарних курсах у Москві (1976—1978). Раміз Ровшан працював сценаристом на кіностудії «Азербайджанфільм» імені Джафара Джабарли.

## Твори
- Bir yağışlı nəğmə (1970)
- Göy üzü daş saxlamaz (1987)
- Kəpənək qanaldarı (1999)
- Gədək biz olmayan yerə (2006)
- Nəfəs — kitablar kitabı (2006)
- Yağışlı nəğmə (2009)
- Sevgi məktubu kimi (2009)
- Yağış yuyur, gün qurudur (2011)